# 후낫시
후낫시(일본어: ふなっしー)는 일본 지바현 후나바시시의 완전 비공인 공식 지역 캐릭터이다. 138년 7월 4일 치바 현에 위치하는 후나바시 시에서 태어난 2000년에 한번 열린다는 전설의 배의 요정, 나이는 1875세이며 274명 중 넷째, 성별을 물어보면 배의 요정이라 과실이라고 한다. 말 끝에다 항상 ~배(~낫시)를 붙이는 게 특징이다.

## 같이 보기
- 유루캬라
- 구마몬